# الکسی پچروف
الکسی پچروف (اوکراینی: Олексій Іванович Печеров؛ زادهٔ ۸ دسامبر ۱۹۸۵) بازیکن بسکتبال اهل اوکراین است.
از باشگاه‌هایی که در آن بازی کرده‌است می‌توان به مینه‌سوتا تیمبرولوز اشاره کرد.